# Courbet (lớp thiết giáp hạm)
Lớp thiết giáp hạm Courbet là những thiết giáp hạm dreadnought đầu tiên được chế tạo cho Hải quân Pháp trước Chiến tranh Thế giới thứ nhất, bao gồm bốn chiếc: Courbet, France, Jean Bart và Paris. Cả bốn chiếc đều đã được bố trí đến Địa Trung Hải trong suốt Thế Chiến I, trải qua hầu hết thời gian nhằm hộ tống các đoàn tàu vận tải chuyển quân của Pháp từ Bắc Phi và tiến hành cuộc phong tỏa Otranto. Một hạm đội hỗn hợp Anh-Pháp do Courbet dẫn đầu đã thành công trong việc đánh chìm tàu tuần dương bảo vệ Áo-Hung SMS Zenta vào ngày 16 tháng 8 năm 1914; và Jean Bart bị tàu ngầm Áo-Hung SM U-12 bắn một quả ngư lôi trúng mũi tàu vào ngày 21 tháng 12 năm 1914, nhưng nó vẫn có thể xoay xở quay trở về Malta để sửa chữa.
Sau chiến tranh, France bị chìm sau khi va phải đá ngầm tại vịnh Quiberon năm 1922. Giữa hai cuộc thế chiến, những con tàu còn lại được hiện đại hóa nhiều lần, nhưng chúng không được tái cấu trúc đúng mức để tránh khỏi trở nên lạc hậu so với các thiết giáp hạm Đức và Ý hiện đại. Chúng được rút về đảm nhiệm những nhiệm vụ huấn luyện trong những năm 1930. Sau khi Pháp đầu hàng vào năm 1940, Courbet và Paris thoát được đến Portsmouth, Anh Quốc, nơi chúng trở thành những tàu kho chứa và tàu nghỉ ngơi. Jean Bart bị giải giáp và đổi tên thành Océan, trở thành một trường huấn luyện tại Toulon. Nó bị chiếm giữ vào ngày 27 tháng 11 năm 1942, mặc dù không bị đánh đắm. Nó được quân Đức sử dụng trong việc thử nghiệm các kiểu đầu đạn lớn cho đến khi bị Đồng Minh đánh chìm vào năm 1944, rồi được tháo dỡ tại chỗ năm 1945. Courbet bị đánh chìm vào ngày 9 tháng 6 năm 1944 như một đê chắn sóng cho cảng Mulberry nhằm sử dụng trong trận Normandy.

## Thiết kế
Lo ngại về việc bị bắn trúng dưới nước, các nhà thiết kế Pháp quyết định mở rộng đai giáp chính xuống bên dưới mực nước khá nhiều so với những chiếc đương thời. Vỏ giáp chính cũng mỏng hơn so với những chiếc tương đương của Anh hay Đức, nhưng che phủ một khu vực rộng hơn. Dàn pháo hạng hai có kích cỡ nhỏ hơn so với pháo 15 cm (5,9 in) do Đức sử dụng hoặc cỡ 6 inch (152 mm) của người Anh, nhưng người Pháp đặt ưu tiên trên tốc độ bắn hơn là kích cỡ, nhằm ngăn chặn tàu phóng lôi đối phương trước khi chúng đến được tầm thả ngư lôi.

### Các đặc tính tổng quát
Lớp Courbet dài hơn so với những chiếc tiền nhiệm, có chiều dài chung 166 m (544 ft 7 in); bề rộng mạn thuyền 27 m (88 ft 7 in); và có mớn nước 9,04 m (29 ft 8 in) ở mũi tàu khi đầy tải. Những con tàu này nặng hơn đáng kể so với lớp Danton dẫn trước; lớp Courbet có trọng lượng choán nước tiêu chuẩn 23.475 tấn (23.104 tấn Anh) và 25.579 tấn (25.175 tấn Anh) khi đầy tải, nặng hơn trên 5.000 tấn (4.900 tấn Anh) so với những chiếc trước đó.
Những con tàu này tỏ ra bị ướt khi hoạt động, chúng bị nặng phần mũi tàu do những tháp pháo bắn thượng tầng phía trước.

### Động lực
Những chiếc trong lớp Courbet có hệ thống động cơ bao gồm bốn turbine hơi nước Parsons dẫn động trực tiếp công suất 28.000 shp (21.000 kW). Mỗi con tàu có 24 nồi hơi ống nước Belleville hoặc Niclausse, tám chiếc nhỏ và mười sáu chiếc lớn. Những nồi hơi lớn được đặt trong hai phòng nồi hơi phía trước và các nồi hơi nhỏ đặt trong phòng nồi hơi phía sau; mỗi phòng chứa tám nồi hơi. Những nồi hơi này đốt than có phun dầu bổ trợ. Chúng đạt được tốc độ tối đa 21 hải lý trên giờ (39 km/h; 24 mph), mặc dù cả bốn chiếc đều nhanh hơn vào lúc chạy thử máy. Chúng mang theo cho đến 2.700 tấn Anh (2.743 t) than và 906 tấn Anh (921 t) dầu, đạt được tầm hoạt động 4.200 hải lý (7.800 km; 4.800 mi) ở tốc độ đường trường 10 hải lý trên giờ (19 km/h; 12 mph).

### Vũ khí
Cùng với lớp Courbet, người Pháp đã từ bỏ cấu hình lục giác tiêu chuẩn của họ đối với dàn pháo chính. Mười hai khẩu Hải pháo 305 mm/45 Modèle 1906 được bố trí trên sáu tháp pháo, với hai tháp pháo bắn thượng tầng phía trước và phía sau, cùng hai tháp pháo bên mạn tàu. Các khẩu pháo này chỉ có góc nâng tối đa 12°. Chúng bắn ra đạn pháo xuyên thép nặng 432 kilôgam (952 lb) ở một lưu tốc đầu đạn 783 m/s (2.570 ft/s) và với tốc độ 1,5–2 phát mỗi phút. Ở góc nâng tối đa, tầm bắn tối đa chỉ đạt được 13.500 m (14.800 yd), mỗi khẩu pháo được cung cấp 100 quả đạn.

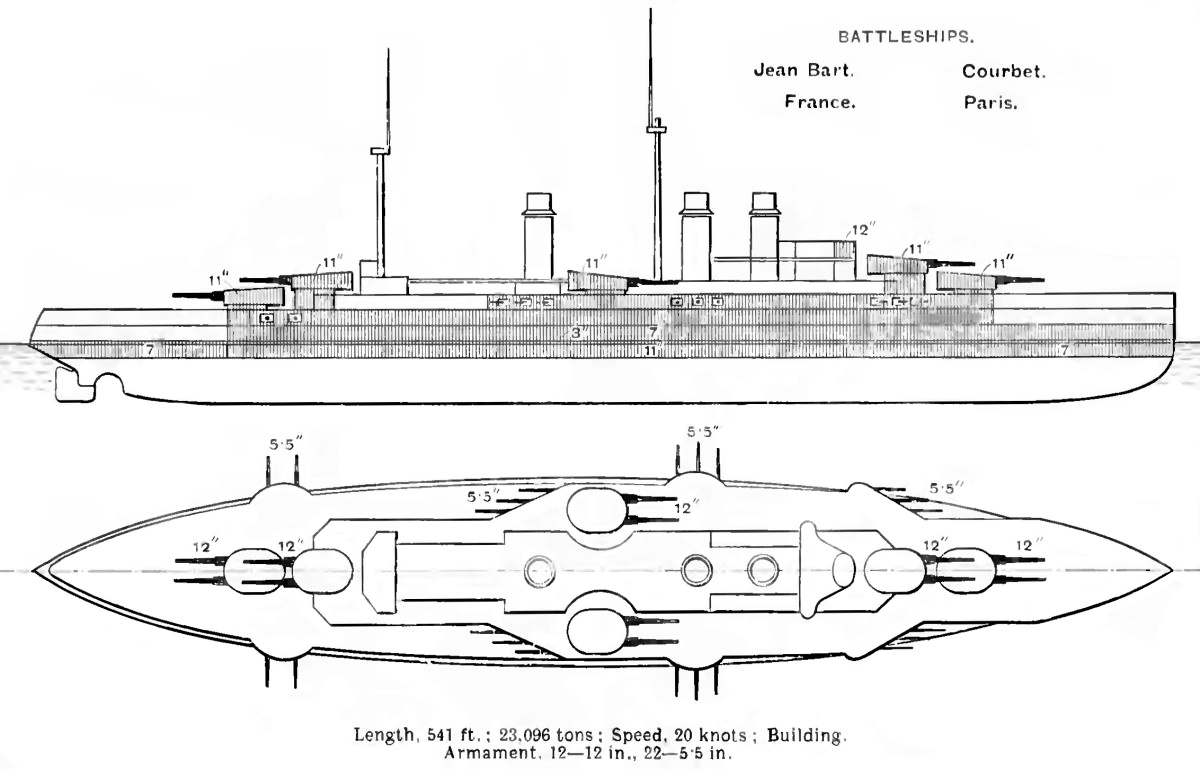
Sơ đồ mạn phải và sàn tàu của lớp Courbet như được mô tả trong Niên giám Hải quân Brassey 1912

Dàn pháo hạng hai bao gồm 22 khẩu hải pháo 138 mm Modèle 1910 bố trí trên các ụ tháp pháo. Kiểu pháo này có khả năng bắn ra đạn pháo bán-xuyên-thép nặng 39,5 kilôgam (87 lb) với lưu tốc đầu đạn đến 840 m/s (2.800 ft/s), và có góc nâng tối đa 15°, cho phép có tầm bắn tối đa chưa đến 16.000 mét (17.000 yd). Chúng có tốc độ bắn 5–6 phát mỗi phút và mỗi khẩu pháo có 275 quả đạn. Các khẩu pháo tận cùng phía sau được bố trí rất thấp và thường xuyên bị ướt nước trong bất kỳ hoàn cảnh thời tiết nào. Các con tàu còn mang theo bốn khẩu pháo Hotchkiss 47 mm (1,9 in) Modèle 1902, hai khẩu mỗi bên mạn. Những chiếc trong lớp Courbet còn được trang bị bốn ống phóng ngư lôi ngầm 450 mm (18 in) Modèle 1909 và mang theo 12 quả ngư lôi.
Hệ thống kiểm soát hỏa lực rất thô sơ: lớp Courbet chỉ được trang bị hai máy đo tầm xa 2,74 m (9 ft 0 in), một chiếc mỗi bên tháp chỉ huy; và mỗi tháp pháo có một máy đo tầm xa 1,37 m (4 ft 6 in) bố trí trong một vòm bọc thép phía sau tháp pháo.

### Vỏ giáp
Lớp Courbet có một đai giáp chính ở ngang mực nước rộng 4,75 m (15,6 ft), dày 270 mm (11 in) trong khoảng giữa tháp pháo phía trước và phía sau, vót thon còn 180 mm (7,1 in) về phía mũi và đuôi tàu. Nó mở rộng 2,4 m (7 ft 10 in) bên dưới mực nước thông thường. Bên trên đai giáp chính là một đai giáp khác dày 180 mm (7,1 in), che phủ bên hông và dàn vũ khí hạng hai cho đến sàn phía trước, sâu 4,5 m (15 ft) giữa tháp pháo phía trước và phía sau. Vỏ giáp dọc được hậu thuẫn bởi lớp gỗ dày 80 mm (3,1 in). Bốn lớp sàn tàu cũng được bọc thép dày 30 mm (1,2 in) và 48 mm (1,9 in) mỗi lớp, cho dù chúng được cấu tạo từ hai tấm thép hay nhiều hơn. Rìa của sàn tàu bọc thép thấp nhất được uốn cong để tiếp giáp với mép dưới của đai giáp ngang mực nước và tăng độ dày lên 70 mm (2,8 in). Tháp chỉ huy có vỏ giáp dày 300 mm (12 in). Tháp pháo chính có mặt trước dày 290 mm (11,4 in), 250 mm (9,8 in) bên hông và 100 mm (3,9 in) trên nóc. Bệ của chúng có lớp giáp dày 280 mm (11 in). Cấu trúc tàu không có những vách ngăn chống ngư lôi, mặc dù có một vách ngăn dọc ngang hàng với các khoảng động cơ được sử dụng như kho chứa than hay để trống.

## Những chiếc trong lớp
| Tàu       | Đặt lườn             | Hạ thủy             | Hoạt động            | Số phận                                                                      |
| Courbet   | 1 tháng 9 năm 1910   | 23 tháng 9 năm 1911 | 19 tháng 11 năm 1913 | Bị đánh đắm như một đê chắn sóng 9 tháng 6 năm 1944 trong Chiến dịch Neptune |
| France    | 30 tháng 11 năm 1911 | 7 tháng 11 năm 1912 | 15 tháng 7 năm 1914  | Bị đắm khi va phải đá ngầm tại vịnh Quiberon, 26 tháng 8 năm 1922            |
| Jean Bart | 15 tháng 11 năm 1910 | 23 tháng 9 năm 1911 | 5 tháng 6 năm 1913   | Bị tháo dỡ 14 tháng 12 năm 1945                                              |
| Paris     | 10 tháng 11 năm 1911 | 28 tháng 9 năm 1912 | 1 tháng 8 năm 1914   | Bị tháo dỡ tháng 6 năm 1956                                                  |

## Lịch sử hoạt động

### Các hoạt động ban đầu
Lớp Courbet được hoàn tất trước khi Chiến tranh Thế giới thứ nhất nổ ra không đầy một năm, và hoạt động duy nhất được ghi nhận là việc France, có Jean Bart hộ tống, đã đưa Tổng thống của Cộng hòa Pháp, Raymond Poincaré đi viếng thăm chính thức Saint Petersburg, Nga, vào tháng 7 năm 1914. Chúng đang quay trở về nước Nga khi chiến tranh bùng nổ, nhưng đã về đến Pháp mà không đụng độ với tàu chiến Đức.

### Chiến tranh Thế giới thứ nhất
Anh và Pháp đã thỏa thuận rằng Hạm đội Pháp sẽ tập trung tại Địa Trung Hải để giữ chân Hạm đội Đế quốc Áo-Hung, và những chiếc trong lớp Courbet đã lên đường sau khi chiến tranh nổ ra. Courbet trở thành soái hạm của Đô đốc Augustin Boué de Lapeyrère, Tư lệnh Hạm đội Địa Trung Hải. Lapeyrère quyết định càn quét ngay vào biển Adriatic gây bất ngờ cho những con tàu Áo đang tiến hành phong tỏa Montenegro. Liên quân Anh-Pháp, trong đó có Jean Bart, đã thành công trong việc cắt ngang và đánh chìm tàu tuần dương bảo vệ Áo-Hung SMS Zenta ngoài khơi Bar vào ngày 16 tháng 8 năm 1914, mặc dù chiếc tàu khu trục theo hộ tống đã tìm cách chạy thoát.
Chúng trải qua hầu hết thời gian còn lại của năm 1914 bắn pháo hỗ trợ cho quân đội Montenegro cho đến khi tàu ngầm Áo-Hung SMU U-12 bắn một quả ngư lôi trúng Jean Bart vào ngày 21 tháng 12 năm 1914 ngoài khơi đảo Sazan. Quả ngư lôi trúng vào phía trước của hầm đạn trước mũi, nhưng chiếc thiết giáp hạm vẫn có thể xoay xở quay trở về Malta bằng chính động lực của mình để sửa chữa, vốn kéo dài đến ba tháng rưỡi. Dù sao, vụ tấn công này đã buộc các thiết giáp hạm phải rút lui về Malta hay Bizerte. Sau khi Pháp chiếm đóng hòn đảo trung lập Corfu của Hy Lạp vào năm 1916, chúng được chuyển lên Corfu và Argostoli, nhưng chỉ có những hoạt động rất giới hạn vì nhiều người trong số thủy thủ đoàn được điều sang các tàu chống tàu ngầm.

### Hiện đại hóa
Một đánh giá sau chiến tranh đã liệt kê những yếu kém của chúng như sau:

- Không có hệ thống kiểm soát hỏa lực cho các khẩu pháo
- Góc nâng của các khẩu pháo chính không thỏa đáng
- Bảo vệ chống ngư lôi yếu kém
- Việc bảo vệ ngang chống đạn pháo bắn tới yếu kém
- Bảo vệ phòng không thiếu sót
- Hệ thống động lực đốt than
- Tổ chức thủy thủ đoàn, phương thức chiếu sáng và truyền mệnh lệnh theo kiểu cũ.

Ngoại trừ France bị đắm năm 1922, những chiếc còn lại được tái trang bị nhiều lần trong giai đoạn giữa hai cuộc thế chiến nhằm khắc phục những vấn đề này, cho dù không có một kế hoạch hiện đại hóa toàn diện được vạch ra. Chúng bao gồm việc trang bị hệ thống kiểm soát hỏa lực trên cột buồm ba chân mới, thay thế và bổ sung các máy đo tầm xa bằng những bộ lớn hơn, thay đổi các tháp pháo chính để có thể nâng đến góc 23°, thay thế một phần các nồi hơi đốt than bằng kiểu đốt dầu, thay thế turbine dẫn động trực tiếp bằng kiểu có hộp số, tháo bỏ vỏ giáp mũi tàu để làm giảm trọng lượng phía trước, và bổ sung thêm hỏa lực phòng không hiện đại.

### Giữa hai cuộc thế chiến
Vào tháng 4 năm 1919, trong khi giúp vào việc phòng thủ Sevastopol trước lực lượng Bolshevik đang tiến quân, thủy thủ trên các chiếc France và Jean Bart đã làm binh biến, nhưng bị dập tắt khi Phó Đô đốc Jean-Françoise-Charles Amet đồng ý đáp ứng yêu cầu chủ yếu của họ là đưa các con tàu quay trở về nhà. Sau đó 26 thủy thủ của France và ba người của Jean Bart đã bị kết án vì hành động trên, rồi được tha vào năm 1922 như một phần của cuộc thương lượng giữa Thủ tướng Raymond Poincaré và các đảng cánh tả.
Năm 1922, France bị đắm sau khi va phải đá ngầm không được thể hiện trên hải đồ tại vịnh Quiberon lúc nước triều thấp, khiến ba người trong số thủy thủ đoàn thiệt mạng. Jean Bart trải qua đợt hiện đại hóa đầu tiên từ ngày 12 tháng 10 năm 1923 đến ngày 29 tháng 1 năm 1925; rồi một đợt thứ hai từ ngày 7 tháng 8 năm 1929 đến ngày 28 tháng 9 năm 1931. Dù vậy, tình trạng của nó vẫn rất kém ngay cả sau khi được cải tạo, nên nó được giải giáp và trở thành một tàu huấn luyện tại Toulon vào năm 1936. Nó được đổi tên thành Océan vào năm 1937 dành lại cái tên cho chiếc thiết giáp hạm mới Jean Bart (1940) thuộc lớp Richelieu.
Courbet trở thành soái hạm của Phó Đô đốc Charlier từ ngày 6 tháng 6 năm 1919 đến ngày 20 tháng 10 năm 1920. Nó trở thành một tàu huấn luyện tác xạ tại Toulon vào năm 1921, nhưng mắc phải một đám cháy nồi hơi nghiêm trọng vào tháng 6 năm 1923 buộc phải sửa chữa đồng thời được nâng cấp từ tháng 7 năm 1923 đến tháng 4 năm 1924 tại La Seyne-sur-Mer. Courbet còn chịu một đám cháy nồi hơi khác vào tháng 18 năm 1924 và phải vào ụ tàu cho đến hết năm đó, trước khi quay trở lại vai trò tàu huấn luyện tác xạ. Nó được tái trang bị một lần nữa từ tháng 1 năm 1927 đến tháng 1 năm 1931; rồi được chuyển từ tàu huấn luyện tác xạ sang tàu huấn luyện hoa tiêu vào năm 1937, trước khi trải qua đợt tái trang bị cuối cùng trước chiến tranh từ tháng 4 năm 1937 đến tháng 9 năm 1938. Đến năm 1939 nó quay trở lại vai trò tàu huấn luyện tác xạ, nhưng được lệnh đi đến Brest và Quiberon cùng với con tàu chị em Paris khi Thế Chiến II nổ ra.
Paris được gửi đến Pula vào ngày 12 tháng 12 năm 1918 để giám sát việc Hạm đội Áo-Hung đầu hàng, nơi nó ở lại cho đến ngày 25 tháng 3 năm 1919. Nó hỗ trợ cho việc đổ bộ binh lính Hy Lạp trong việc chiếm đóng İzmir (Smyrna) từ tháng 5 năm 1919 cho đến khi quay trở về Toulon vào ngày 30 tháng 6. Nó trải qua đợt nâng cấp đầu tiên tại Brest từ tháng 10 năm 1922 đến tháng 11 năm 1923. Nó hỗ trợ cho việc đổ bộ binh lính Tây Ban Nha lên Al Hoceima vào mùa Hè năm 1925 sau khi người Rif tấn công Morocco thuộc Pháp trong cuộc Chiến tranh Rif thứ ba. Nó đã tiêu diệt các khẩu đội pháo phòng duyên tại đây cho dù phải chịu hư hại nhẹ bởi sáu phát đạn pháo bắn trúng, và đã ở lại đây cho đến tháng 10 như là soái hạm của lực lượng Pháp. Nó được nâng cấp đợt thứ hai từ ngày 16 tháng 8 năm 1927 đến ngày 15 tháng 1 năm 1929 tại Toulon, rồi đảm nhiệm vai trò soái hạm cho Đội 2 của Phân hạm đội 1 Hải đội Địa Trung Hải cho đến ngày 1 tháng 10 năm 1931 khi nó trở thành một tàu huấn luyện.

### Chiến tranh Thế giới thứ hai
Courbet và con tàu chị em Paris hình thành nên Hải đội 5 vào lúc bắt đầu chiến tranh. Chúng được chuyển sang Đại Tây Dương để tiếp tục các nhiệm vụ huấn luyện mà không bị ảnh hưởng bởi tình hình chiến sự. Cả hai được lệnh của Đô đốc Mord chuyển sang tình trạng sẵn sàng chiến đấu vào ngày 21 tháng 5 năm 1940, và dàn hỏa lực phòng không của chúng được bổ sung sáu khẩu đội súng máy Hotchkiss 13,2 mm hai nòng và hai súng máy Browning 13,2 mm nòng đơn tại Cherbourg. Courbet được lệnh hỗ trợ hỏa lực cho lực lượng phòng thủ Cherbourg chống lại Sư đoàn Xe tăng 7 Đức đang tiến quân, và hỗ trợ cho việc triệt thoái lực lượng Đồng Minh khỏi thị trấn này; trong khi Paris hỗ trợ cho lực lượng phòng thủ Le Havre. Việc thiếu sót một máy bay trinh sát khiến cho chúng không mấy hiệu quả trong vai trò này.
Paris bị hư hại bởi một quả bom Đức vào ngày 11 tháng 6 và phải đi đến Cherbourg để được sửa chữa khẩn cấp đêm hôm đó. Sau đó nó được chuyển đến Brest vào ngày 14 tháng 6 và đã giúp triệt thoái 2.800 khi nó lên đường đi đến Plymouth, Anh Quốc vào ngày 18 tháng 6 với vận tốc chỉ có 7 hải lý trên giờ (13 km/h; 8,1 mph). Nó bị Hải quân Hoàng gia Anh chiếm giữ vào ngày 3 tháng 7 trong khuôn khổ Chiến dịch Catapult, một kế hoạch của Thủ tướng Anh Winston Churchill nhằm ngăn chặn Hải quân Pháp rơi vào tay người Đức. Nó được sử dụng như một tàu kho trong suốt phần còn lại của chiến tranh, và được Hải quân Ba Lan Tự do sử dụng tạm thời như một tàu trại lính. Nó được chuyển trở lại quyền kiểm soát của Pháp vào tháng 7 năm 1945 và được kéo về Brest vào ngày 21 tháng 8, tiếp tục phục vụ như một tàu kho cho đến khi được xóa đăng bạ vào ngày 21 tháng 12 năm 1955 và bị tháo dỡ một năm sau đó.
Courbet lên đường đi Portsmouth vào ngày 20 tháng 6 và cũng bị chiếm giữ vào ngày 3 tháng 7, được chuyển cho phe Pháp Tự do một tuần sau đó để được sử dụng như một tàu kho và tàu phòng không tại Portsmouth cho đến ngày 31 tháng 3 năm 1941 khi nó được giải giáp. Nó tiếp tục phục vụ như một tàu kho và tàu mục tiêu cho đến khi bị đánh đắm như một đê chắn sóng cho cảng Mulberry vào ngày 9 tháng 7 năm 1944 nhằm sử dụng trong trận Normandy. Nó được tháo dỡ tại chỗ sau chiến tranh.
Jean Bart được giải giáp và trở thành một trường huấn luyện tại Toulon vào năm 1936. Nó tiếp tục ở lại đây trong Thế Chiến II, và đã bị chiếm giữ vào ngày 27 tháng 11 năm 1942, cho dù không bị đánh đắm. Nó được quân Đức sử dụng trong việc thử nghiệm các kiểu đầu đạn lớn cho đến khi bị Đồng Minh đánh chìm vào năm 1944, trước khi được tháo dỡ tại chỗ sau chiến tranh, bắt đầu từ ngày 14 tháng 12 năm 1945.